# 빅 (1988년 영화)

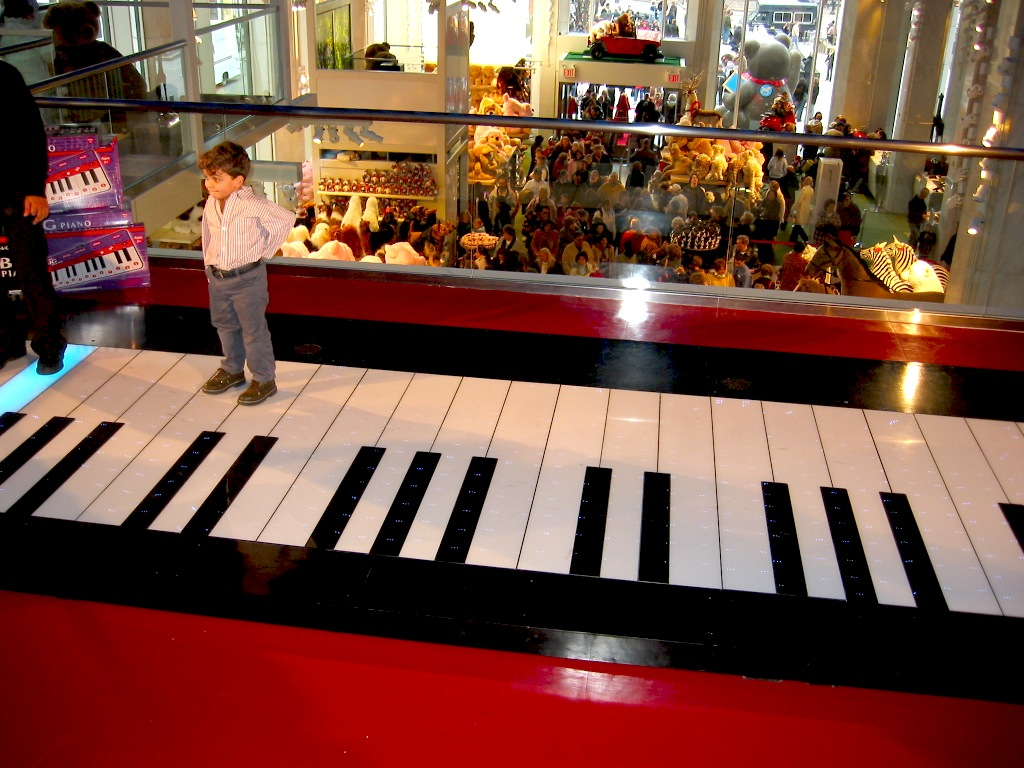
영화의 피아노 연주 장면이 촬영된 뉴욕의 FAO 슈워츠 장난감 백화점의 모습

《빅》(영어: Big)은 1988년 공개된 미국의 코미디 드라마 영화이다. 톰 행크스의 주연작으로, 빨리 키가 컸으면 좋겠다는 소원을 빌었다가 하루 아침에 어른이 되어버린 청년의 소동을 그린다. 톰 행크스 외에 엘리자베스 퍼킨스, 로버트 로자, 존 허드, 재러드 러슈턴이 출연했고, 페니 마셜 감독이 연출했다.

## 줄거리
조시는 놀기 좋아하고 조금씩 이성에 관심을 가질 시기의 13세 소년이다. 같은 반 여학생 신시아에게 잘 보이고 싶지만, 키가 너무 작아서 늘 빨리 성장하고 싶어한다. 어느 날 조시는 놀이공원에서 만난 신시아와 무서운 놀이기구를 같이 탈 기회를 얻지만, 키가 너무 작다는 이유로 거부당한다. 풀이 죽어 뒤돌아선 조시는 '졸타'라는 이름의 점쟁이 기계를 보고, 빨리 키가 크게 해달라는 소원을 빌며 동전을 넣는다. 기계는 '소원이 이루어졌다'는 대답을 내놓지만, 잘 보니 전원이 뽑혀 있었다. 조시는 실망해서 집으로 돌아온다.
다음 날 아침 조시는 30세의 성인으로 성장한 자신의 모습을 발견한다. 당황한 조시는 우선 아버지 옷을 훔쳐 입고 어머니에게 사정을 설명하려 한다. 하지만 어머니는 아저씨가 된 조시를 아들을 납치한 괴한으로 여기고 쫓아낸다. 조시는 학교로 가서 절친 빌리를 찾아간다. 빌리 또한 조시를 보고 경악했지만 조시가 둘만 아는 노래와 동작을 보여주자 조시임을 납득하게 된다. 조시와 빌리는 '졸타' 기계를 다시 찾아 보기로 하고 뉴욕으로 간다. 그런데 졸타를 찾으려면 6주는 기다려야 한다는 답을 얻었고, 조시는 시내의 싸구려 여관에 묵으며 지내기로 한다.
홀몸으로 지내려면 돈을 벌어야 했기에, 조시는 요행껏 장난감 회사에 말단 사무직으로 취직한다. 그리고 주말이 되자, 장난감 가게에 가서 성인의 몸으로 해맑게 뛰놀다가, 장난감 회사의 사장과 우연히 마주친다. 두 사람은 함께 피아노를 치며 즐거운 시간을 보낸다. 사장은 진정으로 장난감을 즐기는 조시의 모습에 감명을 받고 그를 회사 아이디어 회의에 참가케 한다. 회의에서, 조시는 실적만을 고려한 중역들의 사무적인 의견을 지적하며 아이의 입장을 반영한 멋진 아이디어를 낸다. 사장은 곧 조시를 부사장을 승진시킨다.
고속 승진에 수입도 늘어나 새 집도 마련한 조시를 다른 동료들은 의심하고 질투하는 와중에, 수전이 관심을 보인다. 저녁 파티 날 수전은 조시를 유혹해 함께 조시의 집으로 간다. 어른의 잠자리를 기대하던 그녀였지만 조시는 순진한 얼굴로 함께 놀고 싶어 한다. 처음에는 당황하던 수전도 함께 트램펄린을 뛰며 아이처럼 즐겁게 논다. 내심 어른의 삶에 지쳐 있던 수전은 조시에게 매료되고 두 사람은 연인으로 발전한다. 조시는 계속해서 회사의 중역으로서 승승장구하며 점차 어른의 삶에 익숙해진다. 수전은 조시에게 결혼을 제안하지만 조시는 자신의 진짜 정체 때문에 당혹스럽게 여긴다.
그 즈음 빌리가 마침내 '졸타'를 찾아냈다는 소식을 갖고 온다. 조시는 이제 어른과 아이의 삶 사이에서 선택의 갈림길에 놓인다. 결국 친구와 가족이 있는 원래의 아이의 삶으로 기울게 된다. 수전에게도 자신의 정체를 밝히지만, 당연하게도 수전은 믿지 않는다. 조시는 회사 회의 중 문득 결심을 굳히게 되고, 도중에 뛰쳐 나간다. 그 모습에 수전은 뭔가를 느끼고 조시를 뒤따라 간다. '졸타'가 있는 공원에서 조시를 마주친 수전은 조시의 말이 사실이었음을 깨닫고, 그를 보내주어야 함을 알게 된다. 조시는 수전과 보낸 시간들을 소중히 여기겠다고 약속하고 졸타에게 다시 아이의 몸으로 되돌려달라는 소원을 빈다.
수전은 조시를 원래 살던 집으로 데려다 주고, 어느 새 어린아이가 된 그와 이별한다. 조시는 다시 어린아이의 삶을 살아간다.

## 출연
- 톰 행크스/데이비드 모스카우(아역) - 조슈아 "조시" 배스킨
- 엘리자베스 퍼킨스 - 수전 로런스
- 로버트 로자 - 맥밀런 사장
- 존 허드 - 폴 대븐포트
- 재러드 러슈턴 - 빌리 코페키
- 존 러비츠 - 스콧 브레넌
- 머세이디스 룰 - 조시의 어머니
- 조시 클라크 - 조시의 아버지
- 킴벌리 M. 데이비스 - 신시아 벤슨
- 데브라 조 럽 - 패터슨 양

## 한국어 더빙 성우진(SBS)
- 故 백순철 - 조쉬 (톰 행크스)
- 故 정경애 - 수잔 (엘리자베스 퍼킨스)
- 김성희 - 어린 조쉬 (데이비드 모스코우)
- 박영남 - 빌리 (자레드 러쉬톤)
- 김용식 - 폴 (존 허드)
- 이강룡 - 맥 밀런 (로버트 로지아)
- 나수란 - 엄마
- 김준 - 스카터
- 김태연
- 한상덕
- 김순선
- 정동열
- 오혜숙
- 윤병화
- 이선주
- 장승길
- 강구한
- 김영민
- 김정신
- 김혜경
- 조향이
- 황윤걸
- 정미연